# Honda CB Sevenfifty
Die Honda CB Sevenfifty ist ein Naked Bike im Retrodesign der 1970er Jahre des japanischen Fahrzeugherstellers Honda.

## Geschichte
Die Vorgeschichte der Sevenfifty fing bereits 1983 mit dem Modell CB 750 Nighthawk (CB 750 SC) in den USA an, die 16 Ventile und 77 PS hatte. In den 90er Jahren war in den USA die Nachfrage nach klassischen Vierzylindern so groß, dass Honda die Nighthawk S (RC 20) mit einem wegen des erhöhten Einfuhrzolls auf 700 cm³ verkleinerten Vierzylinder der CBX 750 auf den Markt brachte. Ein weiteres Nighthawk-Modell war 1983 die CBX 650 E. Die Bezeichnung in USA lautet CB 650 SC Nighthawk. Diese unterscheidet sich von der Europäischen Version CBX 650 E in einigen Bauteilen, z. B. Lenker, Fußrasten, Auspuffendschalldämpfer, Tank. Damit sieht die 650 Nighthawk noch etwas mehr nach Softchopper aus. Die Typenbezeichnung lautet in beiden Fällen RC 13.
Im Januar 1992 kam das Motorrad mit einigen Veränderungen und unter dem Namen CB Sevenfifty als direkte Konkurrenz zur erfolgreichen Kawasaki Zephyr auf den deutschen Markt. Erscheinungstermin in Österreich war März 1992.
Die CB Sevenfifty wurde über die weitere Bauzeit nahezu unverändert produziert. Die auffälligsten Anpassungen wurden mit dem Modelljahr 1996 durchgeführt. Der vormals komplett silber lackierte Motorblock sowie die Felgen und Blinker sind nunmehr schwarz lackiert.
Seit 2003 wird die CB Sevenfifty in Deutschland nicht mehr ausgeliefert, jedoch in Japan für den asiatischen Markt weiter produziert. Der Motor leistet dort 75 PS, und es wurden optische Änderungen vorgenommen. Neu für 2007 war die Mehrfarbenlackierung im Stil der 1982er CB 900 F Bol d’Or, weiterhin Klarglasscheinwerfer, neue Chromblinker und veränderte Rundinstrumente.

## Literatur

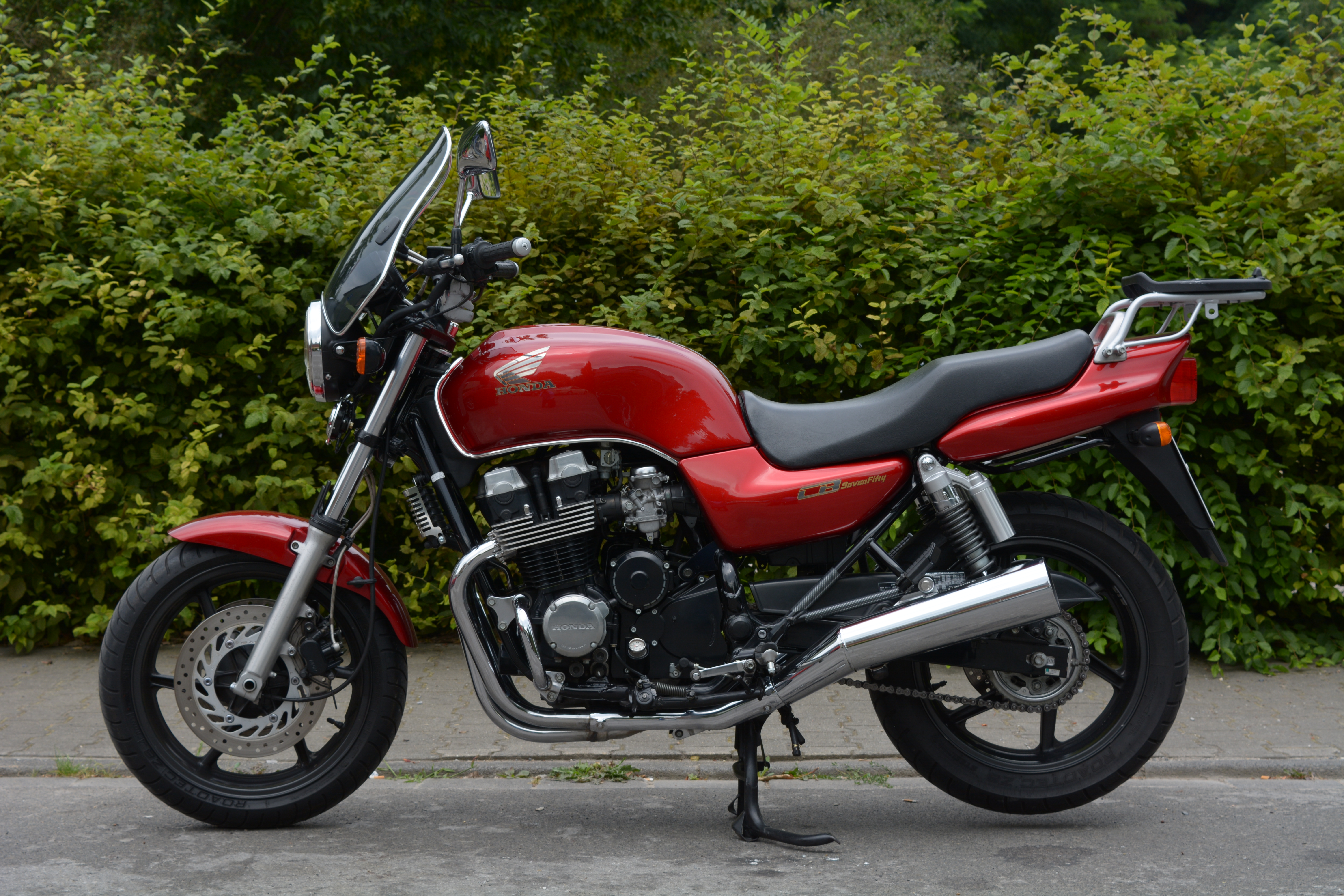
Honda Sevenfifty – linke Seite
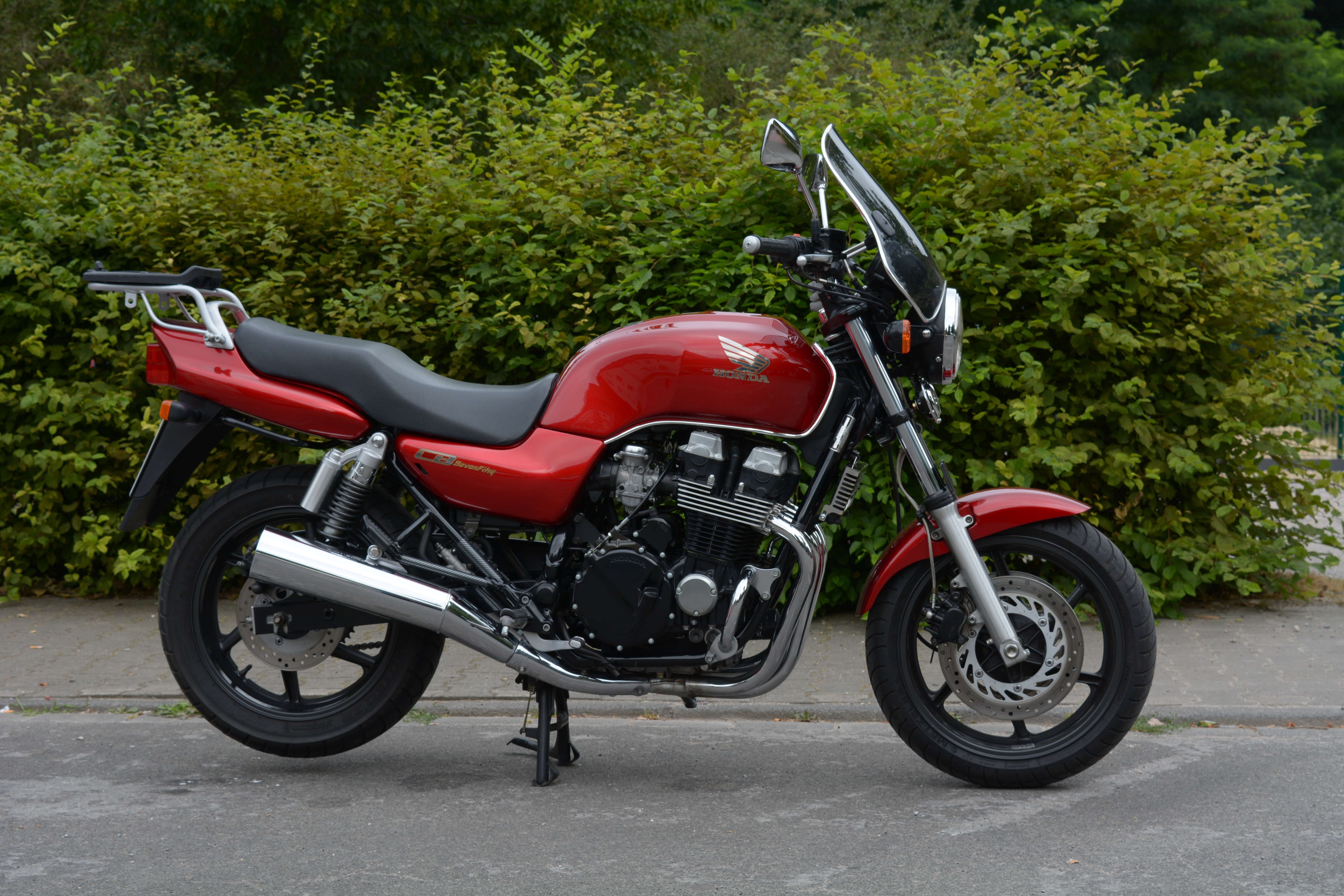
Honda Sevenfifty – rechte Seite
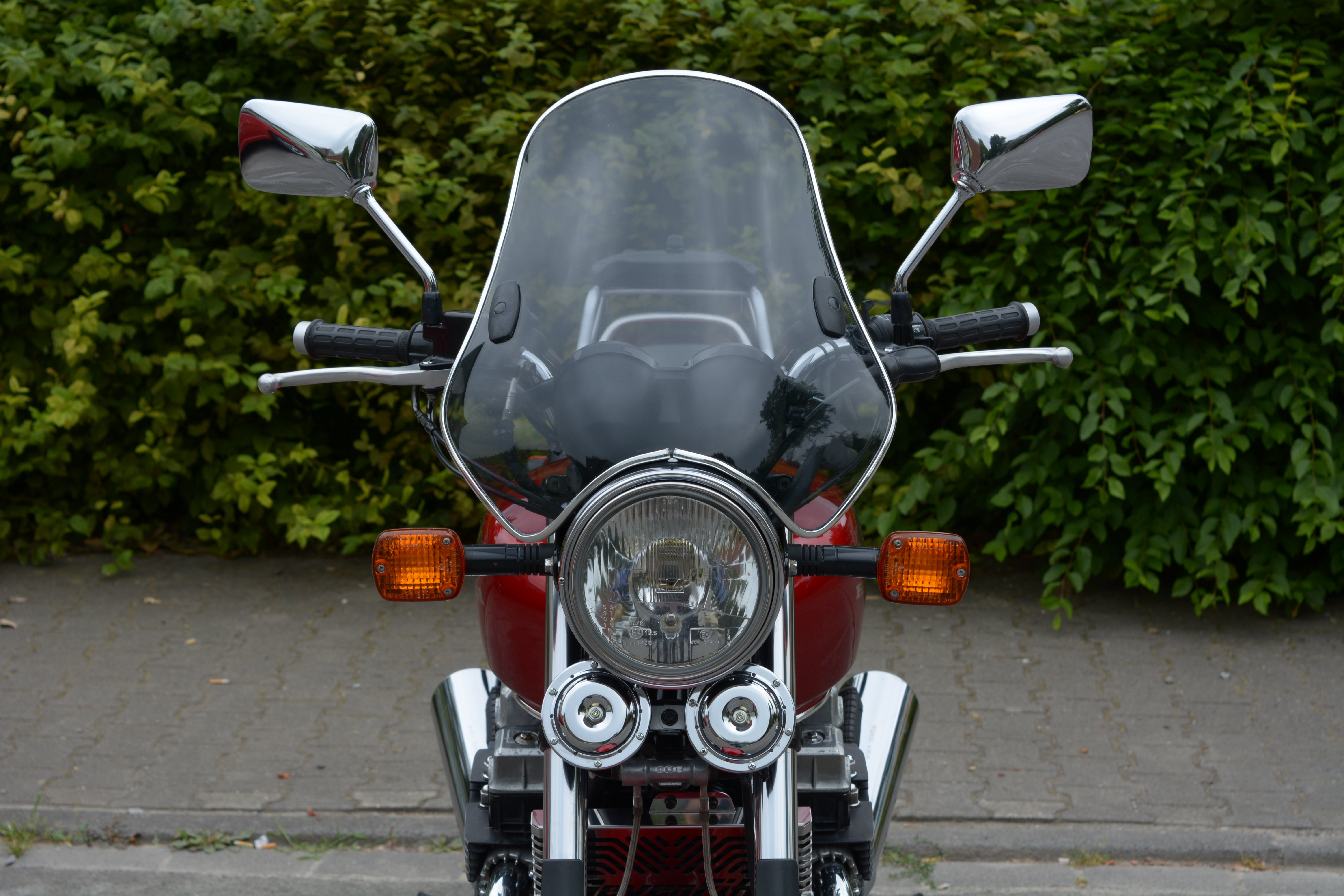
Honda Sevenfifty – von vorne
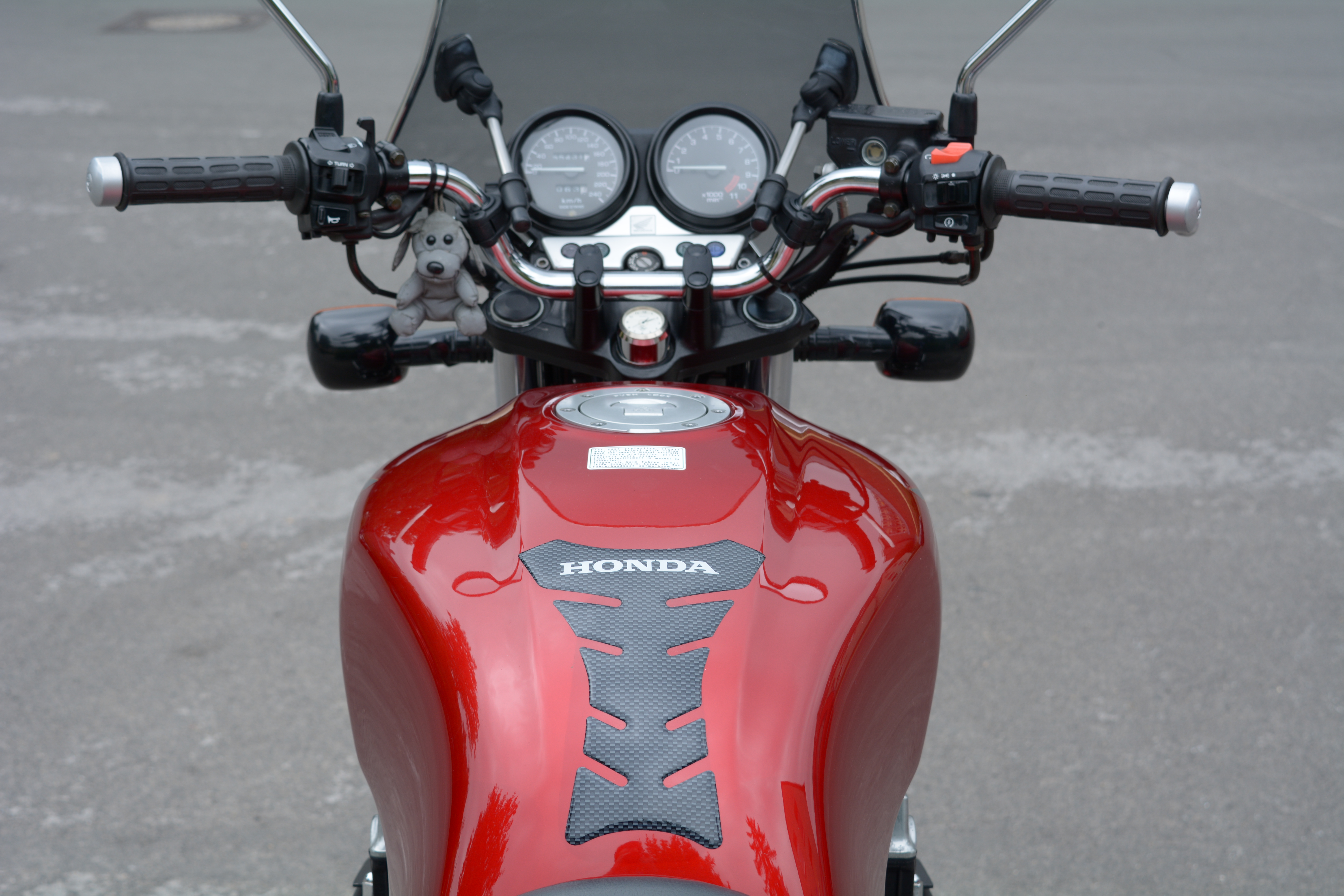
Honda Sevenfifty – Lenker- und Armatureneinheit
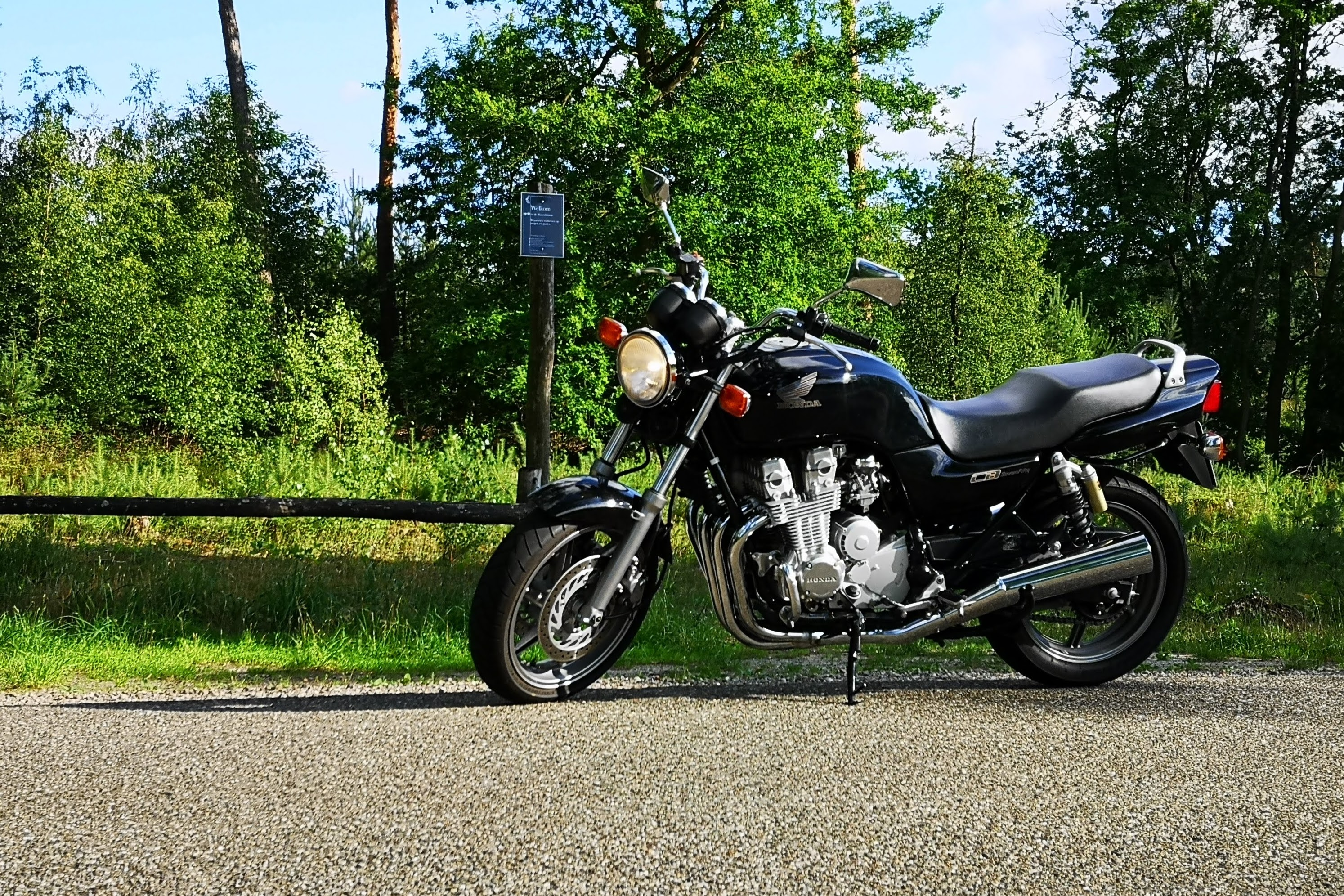
Honda Sevenfifty (von 1993) vor dem Facelift mit silbernem Motor und Felgen.
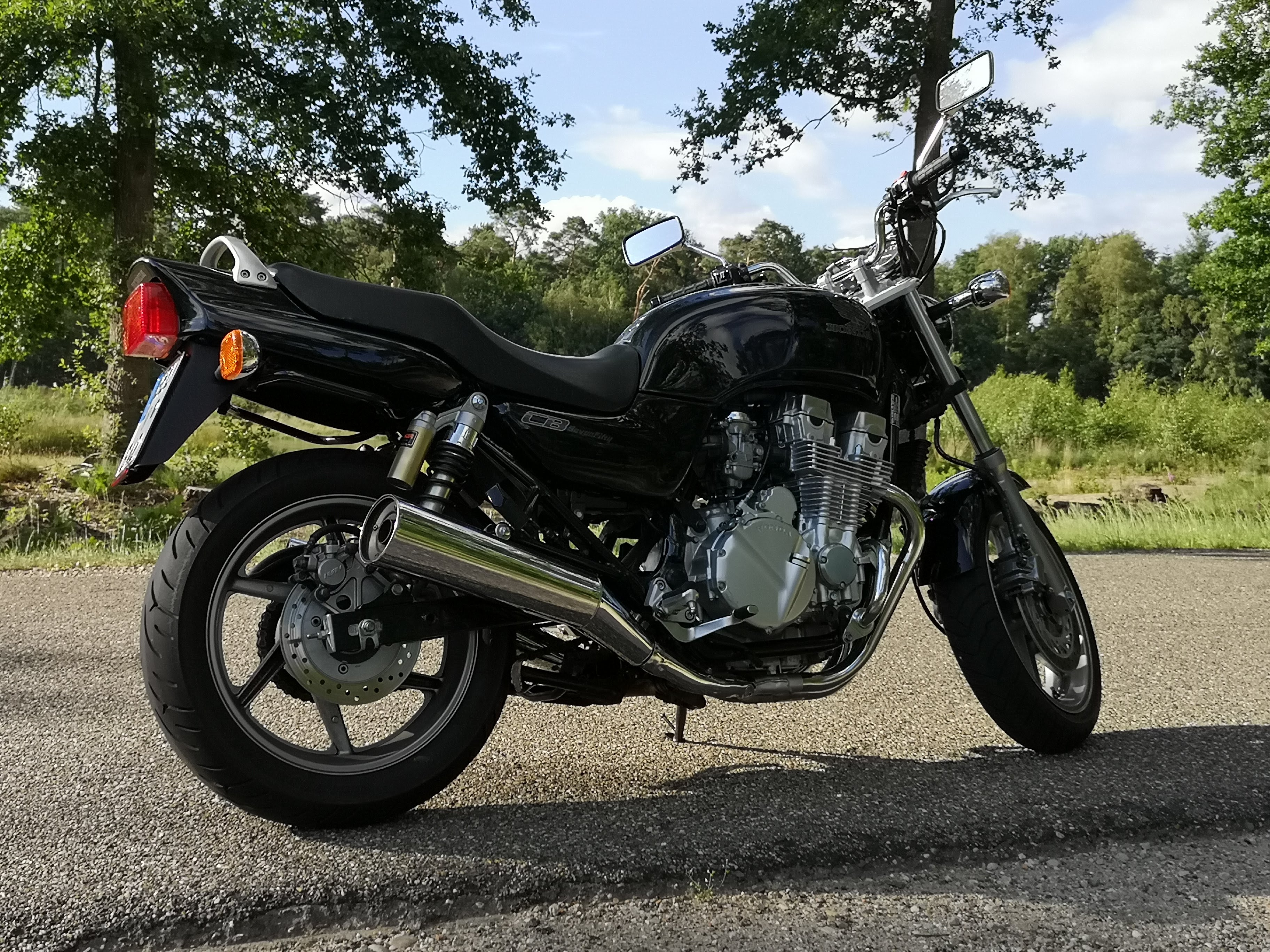
Honda Sevenfifty (von 1993) vor dem Facelift mit silbernem Motor und Felgen.

## Technik
Bei der CB Sevenfifty handelt es sich um einen konzeptionellen Nachfolger der Baureihe CB 750 Four, wenngleich der Motor auf dem völlig neu konstruierten Triebwerk der CBX 750 F basiert. Der Viertaktmotor in Reihenbauweise hat vier Zylinder mit je vier Ventilen und zwei oben liegende Nockenwellen. Die Ventile werden über Hydrostößel angesteuert, wodurch das Nachstellen des Ventilspiels entfällt. Die silber (bzw. ab 1996 schwarz) lackierten Felgen sind aus Aluminiumguss, haben sechs Speichen und einen Durchmesser von 43,2 cm (17 Zoll). Die Vorderradaufhängung besteht aus einer Motorradgabel mit 41 mm Durchmesser und einem Federweg von 130 mm. Die Hinterradaufhängung hat zwei Federbeine mit einem Federweg von 110 mm. Die Kraftstoffaufbereitung erfolgt über vier Gleichdruckvergaser mit einem Durchmesser von 34 mm.